# ميرلين ستون
ميرلين ستون (بالإنجليزية: Merlin Stone)‏ هي أستاذة مدرسة وكاتِبة ومؤرخة أمريكية، ولدت في 27 سبتمبر 1931 في بروكلين في الولايات المتحدة، وتوفيت في 23 فبراير 2011 في دايتونا بيتش في الولايات المتحدة.